# Schetissu Taldyqorghan
Schetissu Taldyqorghan (kasachisch: Жетісу Талдықорған Футбол Клубы, in kasachischer Lateinschrift: Jetısu Taldyqorğan Futbol Kluby, englische Transkription: Zhetysu Taldykorgan) ist ein kasachischer Fußballverein aus der Stadt Taldyqorghan.

## Geschichte

### Namensentwicklung
Der Verein wurde im Jahr 1981 als Schetissu Taldy-Kurgan gegründet. 1993 erfolgte die erste Umbenennung in FK Taldyqorghan. Von 1994 bis 1997 trug der Verein den Namen Kainar Taldyqorghan. Seit 1998 läuft die Mannschaft unter dem ursprünglichen Gründungsnamen Schetissu Taldyqorghan auf, der sich von dem kasachischen Namen der zentralasiatischen Landschaft Siebenstromland ableitet.

### Sowjetische Meisterschaft
In der sowjetischen Meisterschaft spielte der Club von 1981 bis 1984 und von 1986 bis 1991 insgesamt zehn Spielzeiten in der dritthöchsten Liga der UdSSR.

### Kasachische Meisterschaft
Der Club ist Gründungsmitglied der nach der Unabhängigkeit Kasachstans 1992 neu geschaffenen höchsten Spielklasse des Landes. Allerdings musste die Mannschaft aufgrund des viermaligen Abstiegs fünf Spielzeiten in der 2. Liga verbringen. Die bis dahin beste Platzierung in der Premjer-Liga wurde in den Jahren 2007 und 2009 jeweils mit dem 5. Rang erzielt. In der Saison 2011 konnte zum ersten Mal die Vizemeisterschaft gefeiert werden. In der Saison 2015 rettete sich der Verein auf den 11. Tabellenplatz (Relegationsplatz). In der Relegation traf Taldyqorghan auf Wostok Öskemen, gewann mit 1:0 und sicherte sich den Klassenerhalt.

## Stadion
Schetissu trägt seine Heimspiele im 5.550 Zuschauer fassenden Schetissu-Stadion aus, das 1982 erbaut wurde.

## Erfolge
- Kasachischer Vizemeister: 2011
- Meister der zweiten kasachischen Liga: 2006, 2017

## Europapokalbilanz
International trat Schetissu erstmals mit der Teilnahme am UEFA Intertoto Cup 2008 in Erscheinung, wobei die Mannschaft bereits in der ersten Runde am ungarischen Vertreter Honvéd Budapest scheiterte.
| Saison  | Wettbewerb         | Runde                  | Gegner          | Gesamt | Hin     | Rück    |
| ------- | ------------------ | ---------------------- | --------------- | ------ | ------- | ------- |
| 2008    | UEFA Intertoto Cup | 1. Runde               | Honvéd Budapest | 3:6    | 1:2 (H) | 2:4 (A) |
| 2012/13 | UEFA Europa League | 1. Qualifikationsrunde | KKS Lech Poznań | 1:3    | 0:2 (A) | 1:1 (H) |

Gesamtbilanz: 4 Spiele, 1 Unentschieden, 3 Niederlagen, 4:9 Tore (Tordifferenz −5)

## Bekannte ehemalige Spieler
| Kasachstan - Sergei Gridin (2009) - Alexander Kirow (2015) - Wladimir Loginowski (2010–2012) - Asat Nurgalijew (2012) - Sergei Ostapenko (2011) - Denis Rodionow (2014) - Maksim Samtschenko (2011) - Nurbol Schumasqaliew (1999) - Andrei Trawin (2009) | GUS und ehemalige Sowjetunion - Arūnas Klimavičius (2011, 2013–2014) - Mantas Kuklys (2018–2019) - Gediminas Vičius (2015) - Artūras Žulpa (2020) - Alexei Gerassimow (2015) - Dawrondschon Ergaschew (2013, 2014–2015) - Arslan Satubaldin (2007) - Ulugbek Baqoyev (2011) - Server Jeparov (2018) - Shavkat Salomov (2013) - Andrej Lebedseu (2019–2020) - Dsmitry Parchatscheu (2010) | Europa - Georgi Daskalow (2009) - Martin Toschew (2019–2020) - Josip Bonacin (2010) - Edin Junuzović (2012–2013) - Dušan Savić (2015–2016) - Marko Simonovski (2016) - Ionuț Luțu (2008) - Danilo Belić (2012) - Siniša Branković (2009) - Ivan Cvetković (2010–2012, 2015) - Đorđe Despotović (2015) - Zoran Kostić (2012) - Miloš Mihajlov (2011–2012, 2015) - Ivan Perić (2010, 2013) | Afrika - Didier Kadio (2014, 2016) |

## Trainer
- Omari Tetradse (2013–2014)
- Dmitri Ogai (2017–2020)